# Sa’ad
Sa’ad (hebr. סעד; pol. Pomoc) – kibuc położony w Samorządzie Regionu Sedot Negew, w Dystrykcie Południowym, w Izraelu. Członek Ruchu Kibucowego (Ha-Tenu’a ha-Kibbucit).

## Położenie
Leży w północnej części rozległego wzgórza położonego na północno-zachodnim skraju pustyni Negew, w odległości 11 kilometrów od Morza Śródziemnego. Na północ i wschód od wzgórza znajduje się wadi strumienia Sa’ad. W odległości 4 km na północny zachód przebiega granica Strefy Gazy.
W jego otoczeniu znajduje się kibuce Kefar Azza, Mefallesim, Alumim i Nachal Oz, oraz moszawy Jachini i Tekuma.

## Demografia
Liczba mieszkańców Sa’ad:

## Historia

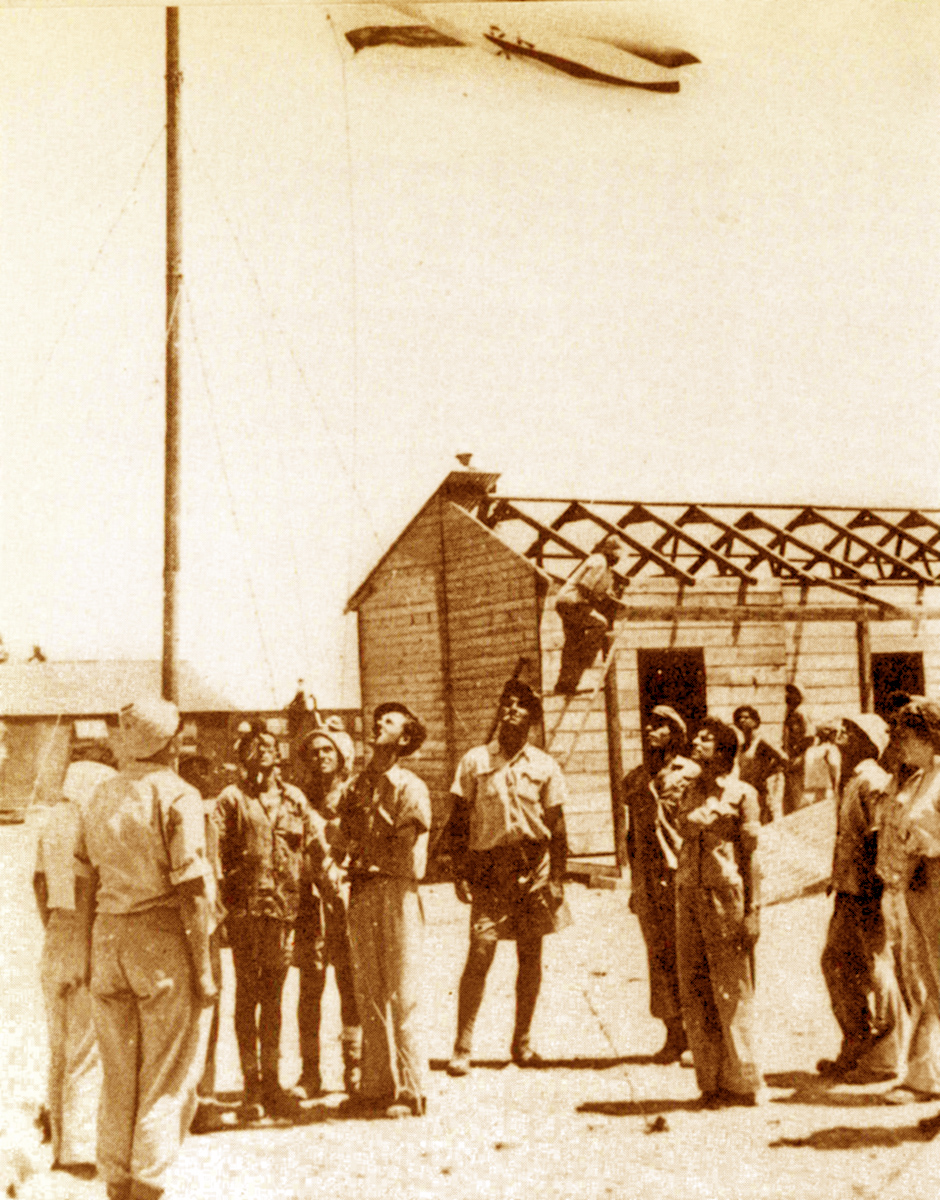
Podniesienie flagi w kibucu Sa’ad

Grupa założycielska składała się z członków syjonistycznej młodzieżowej organizacji religijnej Bene Akiwa, którzy byli żydowskimi imigrantami z Europy. Od 1937 przygotowywali się do działalności osadniczej, początkowo w Netanji, a następnie w obozie szkoleniowym w Herclijja. W lutym 1942 oddelegowano grupę dwudziestu osób, które wyruszyły na penetrację północnych obszarów pustyni Negew. Określili oni możliwości rozwoju przyszłych osad rolniczych na tym terenie i w dniu 30 czerwca 1947 założyli kibuc Sa’ad. Była to typowa osada obronna z wieżą obserwacyjną i palisadą obronną.
Podczas I wojny izraelsko-arabskiej w maju 1948 kibuc został odcięty przez wojska egipskie i do końca wojny znajdował się w całkowitej izolacji. Przed odcięciem dróg ewakuacyjnych zdołano wywieźć z kibucu większość kobiet i dzieci. W wyniku wrogiego ostrzału wieś została całkowicie zniszczona. Wszystkie domy zostały zburzone, a obrońcy przebywali przez cały czas w schronach i na pozycjach obronnych. W październiku Siły Obronne Izraela przerwały egipskie linie i dotarły do Sa’ad z zaopatrzeniem.
Po wojnie kibuc został odbudowany w nowej lokalizacji, odległej około 1 kilometr na zachód od pierwotnej. Decyzja ta była podyktowana względami bezpieczeństwa, ze względu na bliskie sąsiedztwo Strefy Gazy. W nowej lokalizacji rozpoczął się proces konsolidacji i rozwoju gospodarczego osady.
W latach 50. XX wieku populacja kibucu została wzmocniona przez imigrantów z Tunezji, Libii i Kurdystanu.

### Nazwa

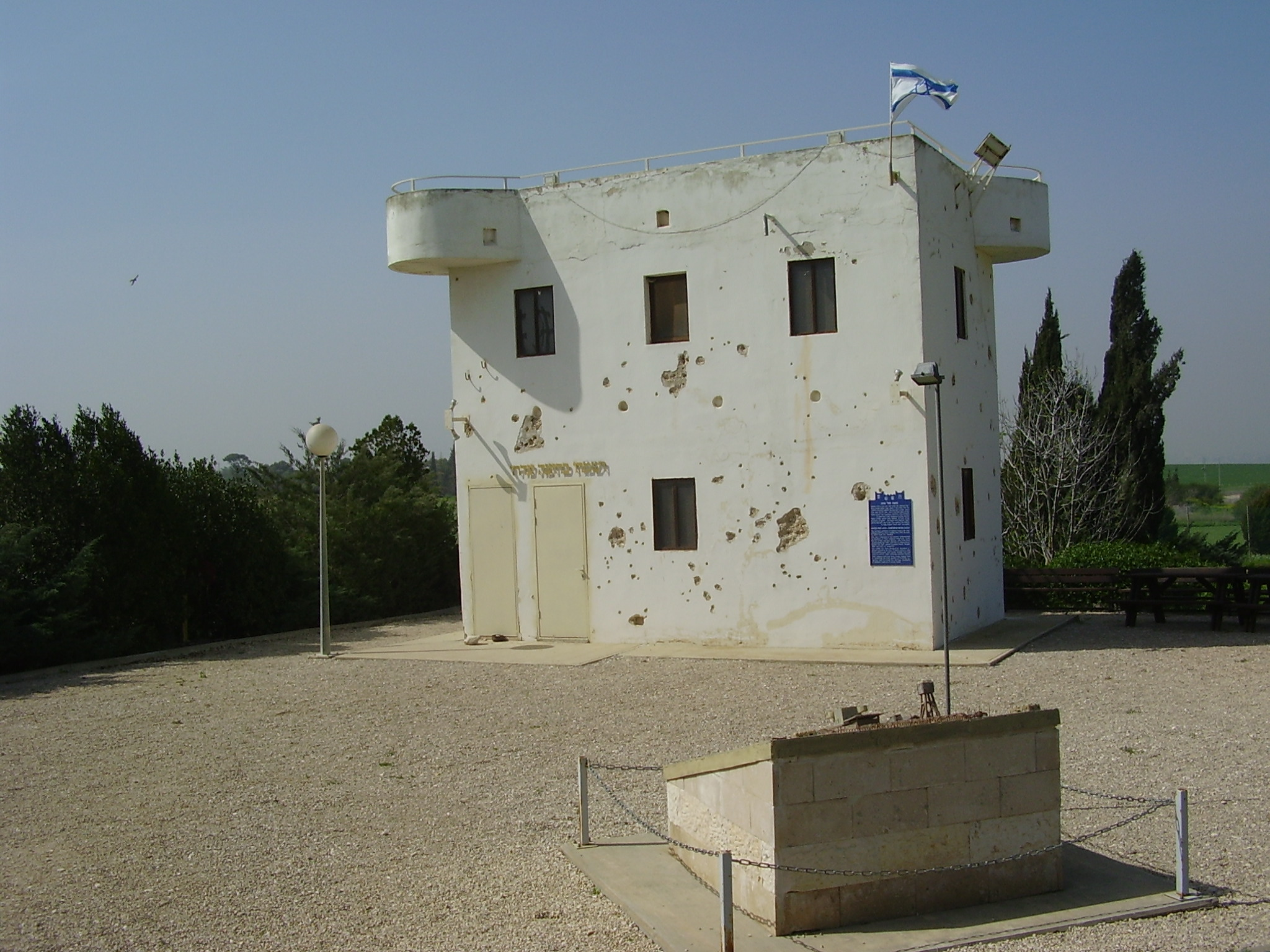
Jedyny ocalały budynek starego kibucu Sa’ad

Nazwa kibucu Sa’ad oznacza Pomoc, i wyraża współpracę i pomoc udzielaną sobie nawzajem przez żydowskie społeczności żyjące na pustyni Negew

## Kultura i sport
W kibucu jest ośrodek kultury z biblioteką. Z obiektów sportowych jest basen kąpielowy. Przy szkole Da'at jest sala sportowa, boisko do piłki nożnej i boisko do koszykówki.

## Edukacja
W kibucu znajduje się szkoła religijna Da'at. Kibuc prowadzi kilka unikalnych programów edukacyjnych, w których wykorzystywana jest tutejsza szkoła z internatem. Są to między innymi kursy dla młodzieży z rozbitych rodzin, kursy dla rodzin zastępczych, kursy nauki język hebrajskiego dla nowych imigrantów, oraz programy konwersji na judaizm.

## Religia
Kibuc posiada własną synagogę i mykwę.

## Gospodarka
Lokalna gospodarka opiera się na rolnictwie. Sa’ad jest jednym z największych producentów marchwi w Izraelu (jedna czwarta krajowa produkcji). Inne uprawy obejmują: ziemniaki, awokado, migdały i cytrusy. W Sa’ad jest także duże gospodarstwo hodowlane bydła mlecznego i drobiu.
Z przemysłu w kibucu jest zakład Syfan, specjalizujący się w produkcji termokurczliwych folii do pakowania. Firma Popli produkuje popcorn i karmę dla zwierząt domowych. Kibuc jest także znany z pracowni mody Kav LeKav, szyjącej ubrania dla kobiet, mężczyzn i dzieci. Jest tu także pracownia Ahinoam Jewlry, produkująca biżuterię srebrną.

## Infrastruktura
W kibucu znajduje się ośrodek zdrowia, dom opieki nad osobami starymi, warsztat mechaniczny, pralnia i sklep wielobranżowy.

## Komunikacja
Z kibucu wyjeżdża się w kierunku północno-zachodnim na drogę nr 232, którą jadąc na południe dojeżdża się do drogi ekspresowej nr 25 i dalej do kibucu Alumim, natomiast jadąc w kierunku północno-wschodnim dojeżdża się do kibucu Kefar Azza i dalej do miasta Sederot. Natomiast drogą nr 25 jadąc na zachód dojeżdża się do kibucu Nachal Oz i przejścia granicznego Karni ze Strefą Gazy, lub jadąc na wschód dojeżdża się do moszawu Tekuma.